# 民間稲作研究所
特定非営利活動法人民間稲作研究所（みんかんいなさくけんきゅうじょ）は、栃木県河内郡上三川町に拠点を置く、特定非営利活動法人である。理事長は稲葉光圀。

## 活動内容
- 環境保全型の稲作技術の開発研究。
- 有機農産物の認定業務。

## 沿革
- 1979年（昭和54年）- 成苗移植技術を確立（40g精密播種器を開発）
- 1997年（平成9年）- 成苗2本植研究会を母体に発足（付属農場50a開設）
- 1999年（平成11年）
  - 無農薬による種子消毒法の研究（トヨタ財団の助成）
  - 温湯処理機を発案（タイガーカワシマの協力で製品化）
  - 付属農場を140aに拡大。
- 2000年（平成12年）
  - 3月17日 - 特定非営利活動法人として認証を受ける（有機農産物の登録認定機関となる）
  - 有機栽培用床土を開発（トヨタ財団の助成）
  - 第1回環境保全型稲作全国交流集会を開催。
  - 第1回日韓中環境保全型稲作技術国際会議開催（於:韓国）
- 2001年（平成13年）
  - ペレット成型機を発案（タイワ精機の協力でペレ吉くんを製品化）
  - 第2回環境保全型稲作全国交流集会を開催（環境事業団の助成）
  - 第2回日韓中環境保全型稲作技術国際会議開催（於:山形県）
- 2002年（平成14年）
  - 第3回環境保全型稲作全国交流集会を開催（環境事業団の助成）
  - 第3回日韓中環境保全型稲作技術国際会議を開催（於:中国吉林省）
  - 国内各地で有機稲作技術講習会を開催。
- 2003年（平成15年）
  - 研修生受け入れ（中国吉林省延辺自治区）
  - 第4回日韓中環境保全型稲作技術国際会議を開催（於:韓国）
- 2004年（平成16年）
  - 第5回日韓中環境保全型稲作技術国際会議を開催（於:秋田県大潟村、環境事業団の助成）
  - 付属農場を水田140a、畑30aに拡大。
- 2005年（平成17年）
  - 第6回日韓中環境保全型稲作技術国際会議を開催（於:中国）
  - 有機稲作の技術講習会・現地研修会を開催（環境事業団の助成で全国4ヶ所）
  - 付属農場を水田180a、畑100aに拡大。
- 2006年（平成18年）
  - 3月1日 - JAS法改定に伴い認証業務を移行（有限責任中間法人民間稲作研究所認証センター）
  - 有機栽培用の種子の採種ほ場として県に指定を受ける（日本初）
- 2007年（平成19年）- 創立10周年記念公開シンポ開催。
- 2009年（平成21年）6月13日 - 有機農業技術支援センターが竣工（農林水産省の助成）

## 関連書籍
- （稲葉光国）著 『太茎大穂のイネつくり』出版社 ：農山漁村文化協会、発刊：1993年。
  - ISBN 4540920928、ISBN 978-4540920929
- （民間稲作研究所）編 『除草剤を使わないイネつくり』 ：農山漁村文化協会、発刊：1999年。
  - ISBN 4540990268、ISBN 978-4540990267
- （稲葉光圀）著 『有機農業と米づくり』 ：筑波書房<筑波書房ブックレット 暮らしのなかの食と農19、発刊：2004年。
  - ISBN 4811902599、ISBN 978-4811902593